# Préalpes de Haute-Autriche
Pour les articles homonymes, voir Préalpes.
Les Préalpes de Haute-Autriche sont un massif des Préalpes orientales septentrionales. Il s'élève en Autriche (Haute-Autriche).
Le Hoher Nock est le point culminant du massif.

## Géographie

### Situation
Le massif est entouré par les Alpes d'Ybbstal à l'est, les Alpes d'Ennstal et le massif mort au sud et le massif du Salzkammergut à l'ouest.
Il est traversé par l'Enns et la Steyr en direction du nord.
La partie la plus élevée de ces préalpes est composée par le chaînon de Sengsen (Sengsengebirge), ainsi que par le Reichraminger Hintergebirge.

### Sommets principaux

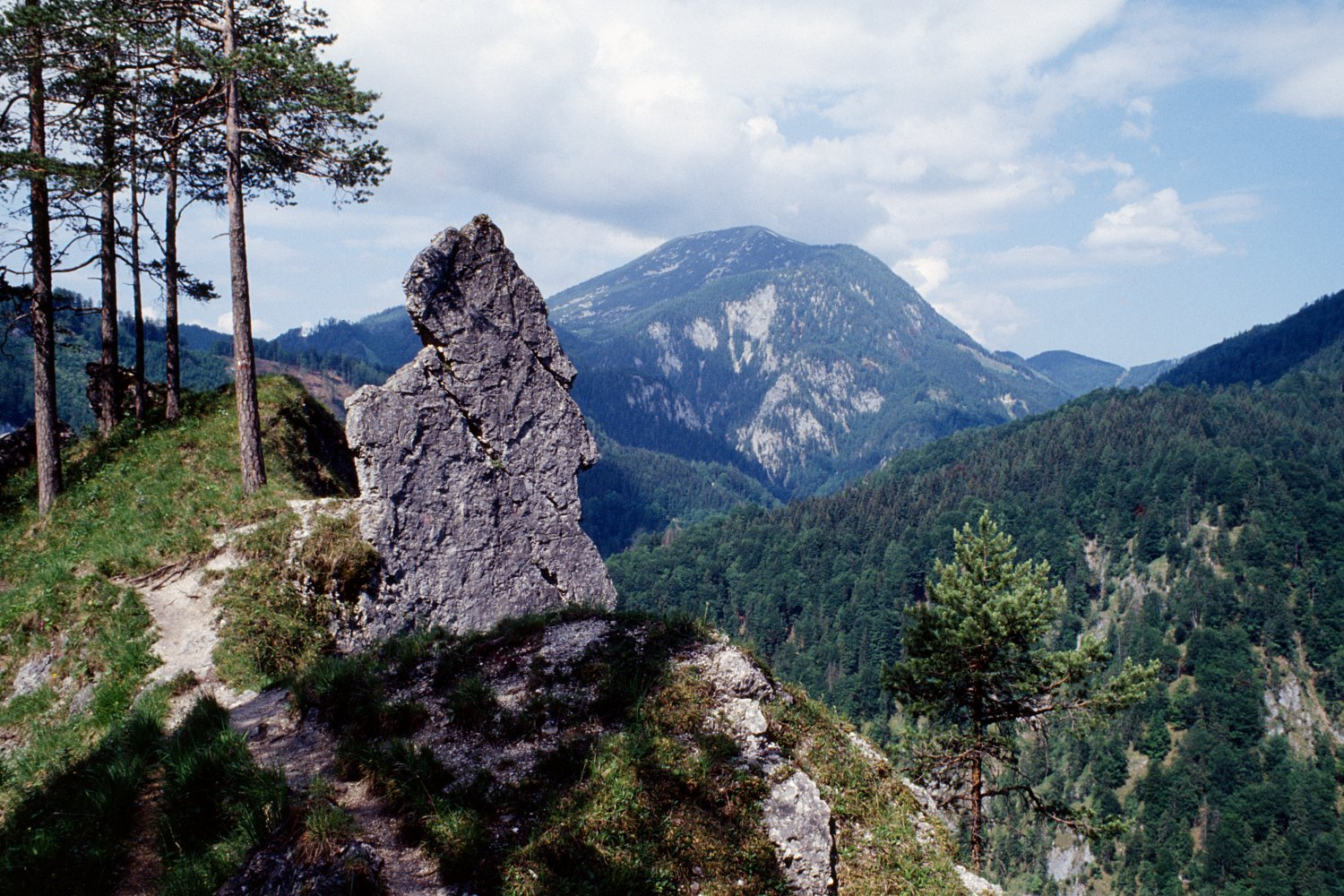
Vue sur le Reichraminger Hintergebirge.

- Hoher Nock, 1 963 m
- Kasberg, 1 747 m
- Grossen Grösstenberg, 1 724 m
- Traunstein, 1 691 m
- Kremsmauer, 1 604 m
- Bodenwies, 1 541 m
- Alpkogel, 1 513 m

## Activités

### Stations de sports d'hiver
- Gmunden
- Grünau im Almtal
- Windischgarsten

### Environnement
Une grande zone de la partie orientale du massif est protégé par le Nationalpark Kalkalpen.
La fondation du parc a précédé plusieurs tentatives d'exploitation industrielle de la région : en 1982, un champ de tir était envisagé comme terrain d'essai des canons du fabricant styrien Norikum, puis une vaste centrale électrique avec l'édification de trois barrages en béton, lesquels auraient transformé le ruisseau Grossen Bach dans la région du Grossen Schlucht en une succession de lacs artificiels. Finalement les associations de défense et les réunions de protestation dans le Hintergebirge, dont l'action la plus significative a probablement été en 1984 l'occupation du Hainburger Au, ont été couronnées de succès. Avec la fondation du parc, le chaînon est définitivement protégé.
Le chaînon de Sengsen, réserve naturelle depuis 1976, a été rattaché au parc national en 1997. Son sous-sol karstique recèle de grandes cavités souterraines naturelles, telles que Klarahohle.